# Eddie Gribbon
Eddie Gribbon (3 de janeiro de 1890 – 29 de setembro de 1965) foi um ator de cinema norte-americano. Atuou em 184 filmes da década de 1910 até a década de 1950. Era irmão do também ator Harry Gribbon.

## Filmografia selecionada

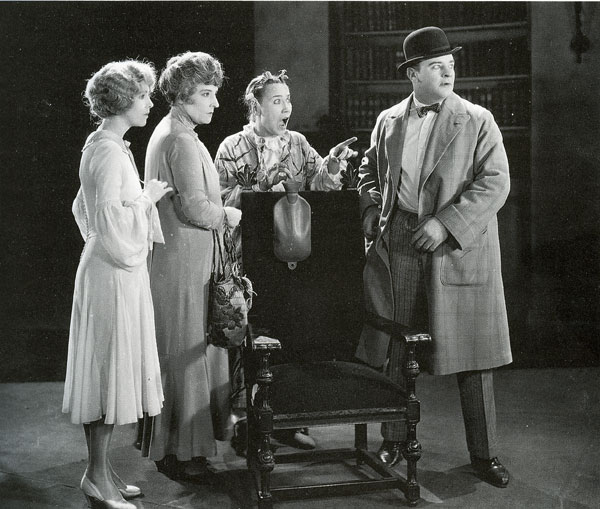
Jewel Carmen, Emily Fitzroy, Louise Fazenda e Eddie Gribbon, no The Bat (1926)

- Down on the Farm (1920) com Louise Fazenda e Harry Gribbon
- A Small Town Idol (1921)
- Molly O' (1921) com Mabel Normand
- The Village Blacksmith (1922)
- Double Dealing (1923)
- Hoodman Blind (1923)
- The Bat (1926)
- Desert Gold (1926)
- Convoy (1927)
- The Callahans and the Murphys (1927)
- Cheating Cheaters (1927)
- Gang War (1928)
- Two Weeks Off (1929)
- Dames Ahoy! (1930)
- Song of the West (1930)
- Born Reckless (1930)
- Mr. Lemon of Orange (1931)
- I Can't Escape (1934)
- The Millionaire Kid (1936)
- Maid's Night Out (1938)
- The Great Dictator (1940)
- Busy Buddies (1944)
- Joe Palooka, Champ (1946)
- Street Corner (1948)